# أسماء الشعبي
أسماء الشعبي (ولدت عام 1962 في القنيطرة بالمغرب) هي سياسية مغربية وعضو في حزب التقدم والاشتراكية، وهي أول امرأة انتخبت عمدة في المغرب في التاريخ؛ حيث شغلت منصب عمدة مدينة الصويرة منذ عام 2003.
هي ابنة رجل الأعمال ميلود الشعبي رئيس شركة ينا هولدينغ والذي يشغل أيضا منصب مهم في البنك الشعبي. أسماء تخرجت من جامعة وستمنستر في لندن في عام 1985.